# Kohleabgabe
Als Kohleabgabe oder Kohlesteuer werden verschiedene Abgaben bezeichnet, deren Grundlage der Besitz, die Förderung, der Handel oder der Verbrauch von Kohle ist. Die Bemessung erfolgt – außer an einem monetären Wert – oft auch an Eigenschaften wie dem Kohlenstoffgehalt, dem Heiz-, Brennwert oder dem Gewicht. Gerade in den letzten Jahrzehnten wird sie als wirtschaftspolitisches Instrument diskutiert und eingesetzt, welches über seine Lenkungswirkung die Verwendung von Kohle als fossilen Brennstoff – meist wegen seiner Umwelt- und Klimaproblematik – beschränken soll. In der Vergangenheit wurden Kohleabgaben auch zu rein fiskalischen oder zu sozialpolitischen Zwecken erhoben.
Die Verbrennung von Kohle weist gegenüber der Nutzung anderer Energieträger die höchsten spezifischen Treibhausgasemissionen auf und gilt deswegen als besonders klimaschädlich (CO2-Problematik). Als meist relativ schwefelhaltig belastet sie auch die Atemluft (SOX/NOx-Problematik), daher sind explizite Kohlebesteuerungen älter als die Klimadiskussion, und datieren in die beginnende Umweltschutzpolitik in den Zeiten der Waldsterben-Debatte der 1970er-Jahre. Neben speziellen Steuern auf Kohlenutzung gibt es auch dezidierte erhöhte Sätze für Kohleprodukte in allgemeinen Energie- wie auch in Luftverschmutzungssteuern (CO2- und SOX-/NOX-Steuern).
Soll das Zwei-Grad-Ziel des Kyoto-Protokolls, das als Obergrenze eines beherrschbaren Klimawandels gilt, mit einer Wahrscheinlichkeit von mehr als 50 % erreicht werden, dürfen – nach Daten des IPCC – im Zeitraum 2011 bis 2050 maximal zwischen 870 und 1.240 Gigatonnen (Mrd. Tonnen) Kohlenstoffdioxid freigesetzt werden. Umgerechnet auf die Reserven bedeutet dies, dass im globalen Kontext etwa ein Drittel der Ölreserven, die Hälfte der Erdgasreserven und mehr als 80 % der Kohlereserven nicht verbrannt werden dürfen.

## Nationales

### Übersicht
Nachfolgende Tabelle listet einige Länder, welche den Verbrauch von Kohle besteuern auf. Eine Abgabe auf den Verbrauch von Kohle ist in manchen Ländern Teil einer breiter gefassten Brennstoffsteuer. Teilweise sind einzelne Wirtschaftssektoren (Stromerzeugung, chemische Industrie) von einer Besteuerung ausgenommen. Zum Teil richtet sich die Abgabe nach der verwendeten Menge (mengenbezogene Verbrauchsteuer) oder nach der verwendeten Qualität (heizwertbezogene Verbrauchsteuer) der Kohle.
Euro zu Dollar: 1,1
| Land                     | Einführung | Satz [in $/t] | [in $/33 GJ] (H) | Anmerkung |
| ------------------------ | ---------- | ------------- | ---------------- | --- |
| Belgien                  |            | 13            |                  | allgemeine Energiesteuer |
| Dänemark                 | 1977       | 46–68         | 0,15–0,33        | allgemeine CO2/NOx- resp. Energie-Steuern, nach Kohleart                                                                      |
| Deutschland              |            |               | 0,01             | nur für Privathaushalte, siehe: Energiesteuergesetz (Deutschland)                                                             |
| Estland                  | 2003       | 0,34          |                  | allgemeine Brennstoffsteuer; daneben Abgaben nach Emission (per kg SO, SO2, NOx, ua.) (S)                                     |
| Finnland                 |            | 136           |                  | allgemeine Energiesteuer mit SO2-Zuschlag und Versorgungssicherstellungsbeitrag                                               |
| Indien                   |            | 1,6           |                  | [ 5 ] |
| Island                   |            | 30            |                  | Steuer für Festbrennstoffe (Kohle und Torf)                                                                                   |
| Israel                   |            | 13            |                  | Treib- und Brennstoffsteuer                                                                                                   |
| Japan                    |            | 6             |                  | Öl- und Kohlesteuer |
| Niederlande              |            | 16            |                  | Brennstoffsteuer auf Kohle |
| Neuseeland               |            | 1             |                  | Energieressourcen-Abgabe (heimische Kohle vermindert)                                                                         |
| Kanada: British Columbia |            | 38–32         |                  | je nach Qualität |
| Österreich               | 2003       | 57            |                  | spezielle Kohleabgabe, nicht für Kohleverstromung                                                                             |
| Polen                    |            |               | 0,01             | Energieproduktesteuer |
| Portugal                 |            | 15            |                  | Energieproduktesteuer mit Kohlezuschlag                                                                                       |
| Slowenien                | 2002       | 16–51         | 0,01             | umfassende CO2-/Luftverschmutzungs-Steuer, einheitlicher Satz mit Belastungsfaktor; resp. Brennstoffsteuer                    |
| Spanien                  |            |               | 0,005/0,02       | Kohlensteuer (gewerblich/privat)                                                                                              |
| Schweden                 | 1991       | 277           |                  | Energie- und CO2-Steuer, dazu 3 $ je kg Schwefel (S)                                                                          |
| Tschechien               |            |               | 0,01             | Steuer für Festbrennstoffe, dazu emissionsbezogene jährliche Abgabe für Kraftwerke je nach Brennmaterial und Größe der Anlage |
| Ungarn                   |            |               | 0,01             | Brennstoffsteuer |
| Vereintes Kgr.           |            | 7/19          | 0,02             | Klimaerwärmungs-Abgabe (brennstoffbezogen ermäßigt/standard resp. Grundabgabe)                                                |
| USA: einzelne Regionen   |            | 0,0002–1      |                  | daneben auch Teilbesteuerung nach Umsatz, Abbaumenge und -methode und anderes                                                 |

Quelle und Stand: QECD TaxBase (2015)

### Dänemark
Dänemark mit seiner strengen Umweltpolitik besteuert den Energieverbrauch – darunter auch Kohleprodukte – seit 1977. Die Steuern betragen derzeit auf Kohle 32,60 €/Tonne, Braunkohle 23,98 €/Tonne und Erdölkoks 43,52 €/Tonne.

### Deutschland

#### Nationaler Klimaschutzbeitrag
In Deutschland wurde im Jahr 2015 unter der Bezeichnung Nationaler Klimaschutzbeitrag die Einführung einer zusätzlichen CO2-Abgabe diskutiert. Diese CO2-Abgabe sollte im Detail so gestaltet sein, dass sie vornehmlich Kohlekraftwerke, insbesondere Braunkohlekraftwerke, mit einem Alter von mehr als 20 Jahren trifft, also effektiv als Kohleabgabe gewirkt hätte. Der Vorschlag wurde nach Widerstand von Gewerkschaften, Versorgern und Wirtschaftspolitikern im Juli 2015 zurückgezogen und stattdessen die Stilllegung von Kohlekraftwerken über den Weg einer vergüteten Sicherheitsbereitschaft beschlossen, aus der heraus sie vier Jahre lang bei Bedarf wieder ans Netz gehen können sollen.

#### Kohlepreisaufschlag (1920–1923)
Von 1920 bis 1923 wurde ein, gelegentlich auch Kohleabgabe genannter, Preisaufschlag auf Kohle erhoben. Der Preisaufschlag kam zweckgebunden der TreuHandStelle für Bergmannswohnstätten im rheinisch-westfälischen Steinkohlenbezirk, einer Vorgängerin der THS Wohnen, zugute, um damit Wohnungen für Bergleute zu finanzieren. Das unter anderem durch diesen Preisaufschlag gebildete Bergmannssiedlungsvermögen wurde im Jahr 2014 mit 1,237 Mio. Euro ausgewiesen. Es wurde bis 2017 als Treuhandvermögen des Bundes durch die Wohnungsbaugesellschaft für das Rheinische Braunkohlenrevier verwaltet, beaufsichtigt durch einen Beauftragten der Bundesregierung, den Beauftragten für das Bergmannssiedlungsvermögen bei der Treuhandstelle für Bergmannswohnstätten im rheinisch-westfälischen Steinkohlebezirk und der Wohnungsbaugesellschaft Rheinische Braunkohle.

#### Kohlesteuer (1917–1922)
Vom 1. August 1917 bis zum 15. November 1922 wurde auf Grundlage des Kohlensteuergesetzes vom 8. April 1917 eine Steuer auf in Deutschland geförderte und importierte Kohle erhoben. Steuerpflichtig waren die knapp 1000 Betriebe, die Presskohle herstellten, sowie Importeure. Die Bemessung erfolgte anhand des Verkaufspreises beim Hersteller. Der Steuersatz betrug zunächst 20 % (entsprechend knapp 10 % des Einzelhandelspreises) und stieg bis auf zuletzt 40 %. Die Einführung der Steuer wurde mit hohen Lasten des Reichshaushalts durch den Ersten Weltkrieg begründet.

#### Weitere
Auf Grundlage des Energiesteuergesetzes wird eine Verbrauchssteuer in Höhe von 0,12 ct/kWh (Stand 2006) auf zum Heizen verwendete Kohle erhoben. Diese Steuer wird gelegentlich ebenfalls als Kohlesteuer bezeichnet.
Der von 1974 bis 1995 erhobene Kohlepfennig war hingegen ein Preisaufschlag auf Strom und keine Kohlesteuer. Die Einnahmen dienten der Finanzierung des Steinkohlebergbaus.

### Österreich: Kohleabgabegesetz 2003
In Österreich wird seit 2003 eine Energiesteuer auf Steinkohle, Braunkohle, Koks und ähnliche Produkte erhoben (Kohleabgabegesetz). Dabei werden jegliche Lieferung von Kohle, der Verbrauch von Kohle durch Kohlehändler oder Kohleerzeuger und der Verbrauch von selbst nach Österreich verbrachter Kohle besteuert. Nicht besteuert werden die Lieferung von Kohle an Kohlehändler zur Weiterlieferung (nicht steuerbar) sowie Kohle, die zur Erzeugung von Koks verwendet wird (Rohmaterial, Steuer am Koks); eine Steuerbefreiung im Wege der Rückvergütung (laut  Energieabgabenvergütungsgesetz) besteht für Kohle, soweit sie zur Erzeugung von elektrischer Energie verwendet wird (nicht aber für thermische Energie), oder die nicht zum Verheizen oder als Treibstoff verwendet wird (nicht energetische Nutzung, etwa für Farbmittel). Sie ist als Verbrauchssteuer konzipiert, mit Ausnahme des Imports nach Österreich, wo der Lieferer steuerpflichtig ist.
Die Steuer beträgt 0,05 Euro je kg (50 €/Tonne).
Die Abgabe für Kohle wurde – wie bisher nur für Mineralölerzeugnisse – als Mindestbesteuerung mit Inkrafttreten der EU-Energiesteuerrichtlinie eingeführt.
Die Ausnahme für die Stromgewinnung (Kohleverstromung), also Kraftwerksbetreiber, berücksichtigt die österreichische Energielieferungsituation, in der Kohlekraftwerke heute durchwegs nur mehr als Spitzenlastkraftwerke in Betrieb sind, und anderweitigen strengen Umweltbedingungen unterliegen. Da beispielsweise die Stahlproduktion in Österreich ebenfalls nur mehr in begrenztem Umfang stattfindet (und aufgrund der Umstellung auf Hochleistungs- und Spezialstähle schon großtechnisch vorgereinigt wird), ist die Steuer primär an Privathaushalte oder die Heizung öffentlicher Gebäude gerichtet, die meist über keinerlei Abgasreinigung verfügen. Damit soll die Umstellung auf erneuerbare Energien in der Heiztechnik gefördert werden.

### Schweiz
In der Schweiz ist in den letzten Jahren eine allgemeine Energiesteuer auf Strom aus Kohle-, Gas- oder Atomkraftwerken in Diskussion, von der Umweltorganisation WWF und dem Solarverband Swissolar auch als "Dreckstrom-Abgabe" bezeichnet, um die Schweizer Wasserkraft- und Erneuerbare-Energien-Produktion gegen Billigimporte aus Deutschland durch die Überproduktion aus Kohlekraftwerken zu schützen.

### Australien
Australien hat jüngst – als erstes Land weltweit – eine CO2-Reduktionsbezogene Steuer wieder ersatzlos abgeschafft. Australien deckt 70 % seines Energiebedarfs aus Kohle, sie wurde daher auch als Coal Tax bezeichnet. Die 2012 eingeführte emissionsbezogene Steuer war mit 16,50 Euro pro Tonne Ausstoß dreimal so hoch als in der EU gewesen. Die Streichung wurde 2014 mit einer Beeinträchtigung der Wettbewerbsfähigkeit offiziell begründet.